# Andreas Graumnitz
Andreas Graumnitz (* 14. Juni 1955 in Freiberg) alias Marius Andreas Weitersagen ist ein deutscher Musiker und Unternehmer, der bundesweite Bekanntheit als Marius Müller-Westernhagen Double erlangt hat. Er absolvierte sein Studium der Gitarre an der Hochschule für Musik Franz Liszt Weimar.

## Karriere
Andreas Graumnitz ist seit über 30 Jahren als Gitarrist und Sänger im Musikgeschäft sowie erfolgreicher Unternehmer. Zusammen mit seiner Frau betrieb er 17 Jahre lang eine Galeriekneipe und einen Musikklub in Weimar mit sechs Angestellten.
Andreas Graumnitz war auch Mitglied der selbst gegründeten Band „Dreifuß“. Seine musikalische Inspiration kam von Norbert Endlich und Tamara Danz von der Band Silly, die ihn dazu ermutigten, seine  Bühnenpräsenz zu nutzen.
Nach einem Neuanfang in Berlin trat Andreas Graumnitz über drei Jahre lang in mehr als 150 Vorstellungen der erfolgreichen Rock Varieté Show „For Ever Young“ im Wintergarten Varieté Berlin auf. Ursprünglich waren nur 30 Shows geplant.
Sein aktuelles Projekt, „Weitersagen singt Westernhagen“, ist eine Hommage an Marius Müller-Westernhagen, in der Andreas Graumnitz dessen Songs auf seine Weise interpretiert. Die Band besteht aus Musikern aus Berlin, Korsika, Kiew, Moskau, Wales, Norwegen und Italien, die bereits mit Künstlern wie Roland Kaiser, Clueso und Sarah Connor zusammengearbeitet haben.
Andreas Graumnitz hat in seiner Karriere zahlreiche Fernseh- und Radioauftritte absolviert, darunter bei RTL & SAT1, wo er als Deutschlands bestes Double ausgezeichnet wurde, sowie bei der NDR Sommertour und der MDR Talkshow. Seit 2017 tritt er regelmäßig bei großen Sommertourkonzerten des MDR auf.

## Leben
Andreas Graumnitz ist verheiratet und hat drei Kinder.